# TSV Tröster Breitengüßbach
O TSV Breitengüßbach e.V., também conhecido como TSV Tröster Breitengüßbach é um clube multi-esportivo, no qual o basquetebol é mais bem sucedido, baseado em Breitengüßbach, Baviera, Alemanha que atualmente disputa a Liga Regional Sudeste, correspondente à quarta divisão do país. Manda seus jogos no Hans-Jung-Halle com capacidade para 500 espectadores.

## Histórico de Temporadas
| Temporada | Nível | Liga         | Pos. | Resultado         |
| --------- | ----- | ------------ | ---- | ----------------- |
| 2006-07   | 2     | 2.Bundesliga | 8º   |                   |
| 2007-08   | 3     | ProB         | 9    |                   |
| 2008-09   | 3     | ProB         | 8    |                   |
| 2009-10   | 3     | ProB         | 8    |                   |
| 2010-11   | 3     | ProB         | 7º   | Oitavas de finais |
| 2011-12   | 3     | ProB         | 8º   | Oitavas de finais |
| 2012-13   | 3     | ProB         | 12º  | Rebaixado         |
| 2013-14   | 4     | Regionalliga | 9º   |                   |
| 2014–15   | 4     | Regionalliga | 8º   |                   |
| 2015–16   | 4     | Regionalliga | 12º  |                   |
| 2016–17   | 4     | Regionalliga | 5º   |                   |
| 2017-18   | 4     | Regionalliga | 4º   |                   |
| 2018-19   | 4     | Regionalliga | 3º   |                   |
| 2019-20   | 4     | Regionalliga | 2º   |                   |
| 2020-21   | 4     | Regionalliga | 2º   |                   |
| 2021-22   | 4     | Regionalliga | 1º   |                   |
| 2022-23   | 4     | Regionalliga | 1º   | Promovido         |
| 2023-24   | 3     | ProB         | 14º  | Rebaixado         |
| 2024-25   | 4     | Regionalliga | 1º   |                   |
| 2025-26   | 4     | Regionalliga |      |                   |

fonte:eurobasket.com